# SNCF Z 50000 sorozat
Az SNCF Z 50000 sorozat, becenevén Francilien, egy francia villamosmotorvonat-sorozat.

## Története
2009 decemberében az első Francilien útjára indult Párizsból avató útjára magas rangú vendégekkel a fedélzetén. Az SNCF a Bombardiernek 1,85 milliárd euró értékű rendelést adott 2006 novemberében 172 Francilien vonategység gyártására. A vonatok az észak-franciaországi Crespin gyáregységében készülnek, melynek finanszírozását fele részben a Francia Vasutak, fele részben a STIF, a regionális közlekedési szervezet vállalta. A H elővárosi vonalat új vonatokkal látják el 2012 júniusáig, míg a teljes 172 járműflottát 2015. év júniusáig szállítják le. A szerződés további 200 Francilien vonat szállítására szóló opciót tartalmaz. A rendelés különböző kocsi összetételű vonat szállítására szól. Lehet hét vagy nyolc kocsis. A 172 darabos rendelésből 117 egység nyolckocsis lesz és a H vonalakon használják, míg 55 vonat hét kocsival készül és a J és L vonalakon fognak üzemelni.

## Műszaki jellemzése
Két vonatot lehet szinkronban üzemeltetni. A Párizs elővárosi forgalmához illeszkedő új vonatok számos újítást foglalnak magukba. A Francilien 20 százalékkal hatékonyabb energiafelhasználás szempontjából. Visszatápláló fékrendszerrel látták el a vonatokat. A kocsik bejáratainál infravörös sugárral működő utasszámláló van, amely a klímaberendezés működését az utasszám függvényében vezérli. A Francilien vonatnak öt hajtott forgóváza van, négy aktív és az ötödik tartalék. A hosszú vonatnál kilenc forgóváz közül öt hajtott, míg a rövidebbnél nyolc forgóváz közül öt hajtott. Az ötödik hajtott forgóvázat, pl. a vonat késésekor lehet használni. A diagnosztikai rendszer az esetleges jármű hibáról a mozdonyvezetőt, és a vontatási telep fenntartó szakembereit informálja, és egyben beavatkozást is javasol. A Bombardier nagyon szigorú megbízhatósági célt tűzött ki. Nyolchavonta egyszer fordulhat elő öt percnél nagyobb késés műszaki hiba miatt. Ez a vállalás ötször szigorúbb, mint amit a Bombardier az AGC regionális vonatoknál vállalt Franciaországban. A Francilien nagyon halk vonat, csak a fele annyi zajt bocsát ki, mint a jelenleg üzemelő vonatok. Hat méterre a vágánytól az elhaladó vonat legfeljebb 80 dBa zajt kelt. Az utastérben 140 km/h sebességnél a zajszint nem haladja meg a 68 dB értéket. A boa kialakítású belső (a kocsik között a kapcsolat teljes szélességű) lehetővé teszi a vonat teljes áttekintését 100 méter hosszban, ami az utasok biztonság érzetét növeli, különösen éjjel kevés utas esetében. Nagy forgalom esetén az áttekinthetőség és a vonaton belüli könnyű helyváltoztatás lehetővé teszi az utasok egyenletes eloszlását a vonat belsejében. A panorámaablakok jó világítást biztosítanak nappal. A mesterséges világítás  energiahatékony LED fényforrásokból áll. A világítást az ebben művészi szintet elérő Yann Kersalé tervezte. A különböző helyiségek, és azok részei, funkciójuktól függően más, és más megvilágítást kapnak. Például az ülések alatt, a csomagok számára fenntartott hely kék fényt kapott. Kersalé úr tervezte többek között a Párizsban található Saint Denis bazilika, és a Csatorna-alagút világítását. A két méter széles ajtók, három ember egyidejű fel- és leszállását teszi lehetővé, és az ajtó környékének tágassága könnyebbé teszi a nagy csomagokkal, gyerekkocsival utazók stb. felszállását. A Francilien Franciaország legkényelmesebb járműve a kerekesszékeseknek. Amikor egy vonat megérkezik az állomásra, egy automatikus rendszer a peron magasságát érzékeli, és egy rámpát tol a kerekesszékeseknek kijelölt ajtóhoz, hogy megkönnyítse a kerekes székesek fel- és leszállását. A rámpa és a peron között 3 cm hézag marad. A vonatot széles körű utastájékoztató rendszerrel látták el. Az OGIVE rendszer biztosítja az SNCF részére, hogy a Párizs Nord-i üzemeltetési központ üzeneteket közvetítsen ún. real time üzemmódban a vonaton felszerelt képernyő segítségével.
A Francilien Párizs olyan elővárosi vonalain üzemelnek, amely a súlyos szociális problémás emberekkel lakott területek köti össze a fővárossal. A vonatok tervezői ezért különleges figyelmet szenteltek arra, hogy a járművek nagyobb sérülés nélkül elviseljék az antiszociális utasok viselkedését. A kocsi belsők kialakításánál ezért szempont volt, hogy ellenálljanak a vandalizmusnak. Videó kamerákon keresztül figyelheti a motorvezető, mi történik a vonaton, és a Francilien az első vonat Franciaországban, ahol a motorvezető a riasztás okát a vezetőfülke elhagyása nélkül megállapíthatja. A motorvonat vezetője automatikus tájékoztatást kap arról, hogy hol húzták meg a vészféket, és azt is megnézheti, hogy ott mi történt pár másodperccel a riasztás előtt a kocsiban. Ez lehetővé teszi számára, hogy eldöntse, a riasztásnak súlyos oka van-e, vagy haszontalan riasztás történt, ami 5-10 perc kését okozhat, ha nem bírálja felül. A Francilien az első jármű Franciaországban, ahol a riasztás nem reteszeli ki automatikusan az ajtózárakat. Jelenleg az antiszociálisan leadott vészjelzések, majd utána a tettesek elszökése a vonatról, keresztülfutkosás a síneken gyakori vonatkéséseket okoznak, mivel a mozdonyvezető ilyenkor köteles a vonatot megállítani.
A Francilien kocsik rövidebbek, 13,24 m hosszúak, szemben a hagyományos járművek 20-27 méteres hosszával. A rövid járművek 3,06 méter szélességűek lehetnek, ami tágas utasteret biztosít. Két vonategység összekapcsolásakor a Francilienben 944 ülőhely és 900 állóhely van a jelenlegi 804 ülő és 500 állóhelyet biztosító öt kocsis emeletes vonattal szemben. Az új vonat üzembeállításától 15 százalékos kapacitásbővüléssel számolnak a H vonalon. A tervezők figyelembe vették azt a tényt, hogy a korunk népessége a korábbiaknál nehezebb és magasabb egyedekből áll, minden ülés 49 cm helyet biztosít a vállaknál, a korábbi 45 centiméterrel szemben. A H vonalon jelenleg üzemelő kocsikhoz képest, 10 cm-rel több helyet biztosít a hosszú lábú utasoknak. Az üléseket a falra rögzítik, így könnyű tisztítani a padlót, és helyet biztosít az ülések alatt a csomagoknak, mivel a Francilien kocsikban nincs az ülés fölött csomagtartó. A kocsik padlómagassága 97 cm a sínkorona felett van, ami lehetővé teszi, hogy a berendezések nagyobb részét a padló alatt helyezzék el. Mivel a Francilien rövid utazásokat szolgáló feladatokra készült, nincs a vonaton toalett.
550 mozdonyvezetőt kell kiképezni a Francilien vezetésére, a H vonalra. Öt szimulátor áll rendelkezésre a tréninghez. 74 millió eurót fektettek be a vonat fenntartásához szükséges berendezések beszerzésére. Az eddig a H vonalon üzemelő vonatokat két helyen tartották karban. A jövőben ezeket a munkákat egy helyen végzik Páris Nord mellett, míg a másikat megszüntetik.